# Prádena
Prádena est une commune de la province de Ségovie dans la communauté autonome de Castille-et-León en Espagne.

## Sites et patrimoine

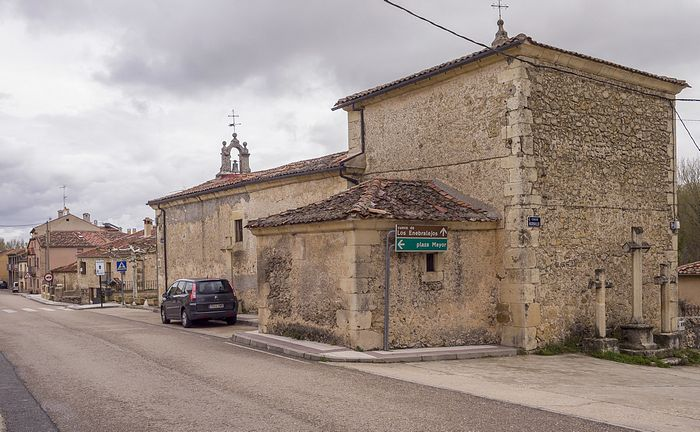
Chapelle de San Roque.
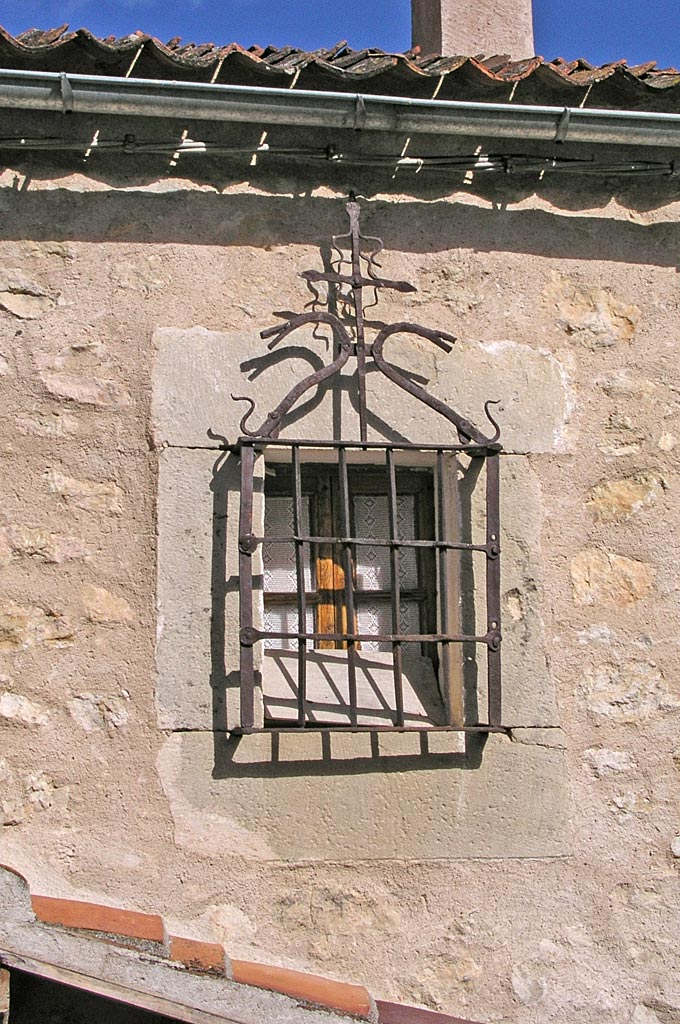
Grille (Reja) traditionnelle avec des ornements zoomorphes à Prádena.
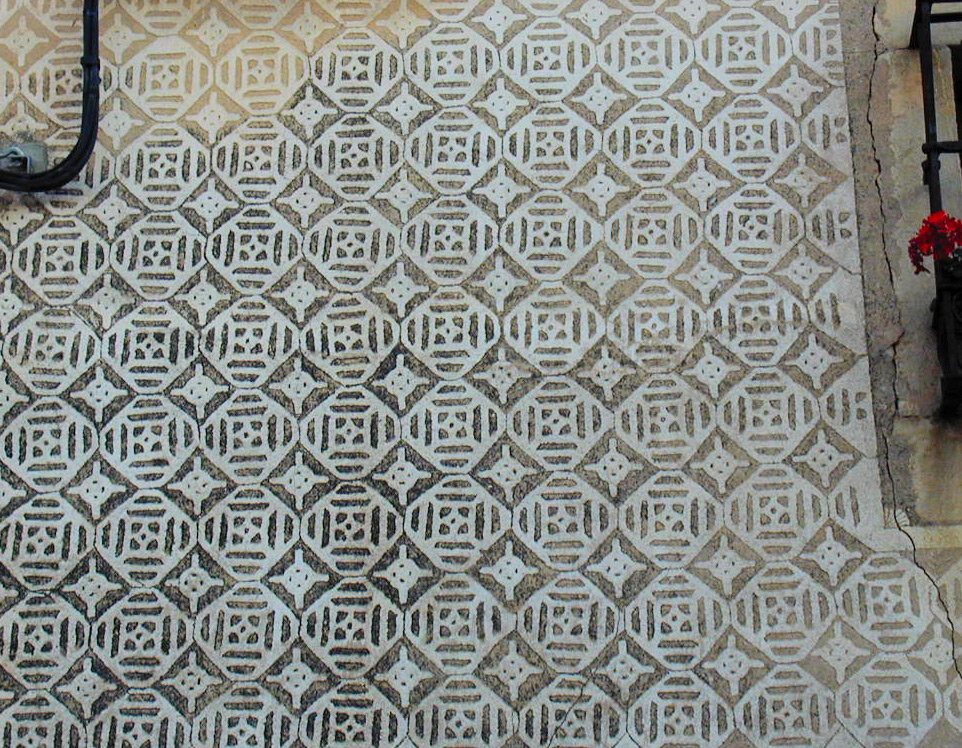
Esgrafiado sur la façade d'une maison. Style typique ségovien.